# Seznam ulic v Brně-Komíně
Seznam ulic v Brně-Komíně uvádí přehled ulic a veřejných prostranství na území městské části Brno-Komín, která je územně totožná s evidenční částí obce Komín a s katastrálním územím Komín.

## Seznam
| Název               | Pojmenováno po          | Souřadnice                       | Obrázek | Commons           | RÚIAN  | Mapy.cz         |
| ------------------- | ----------------------- | -------------------------------- | ------- | ----------------- | ------ | --------------- |
| Absolonova          | Karel Absolon           | 49°13′9″ s. š., 16°33′22″ v. d.  |         | Absolonova (Brno) | 20851  | stre&id=78931   |
| Boční               | místo                   | 49°13′10″ s. š., 16°32′39″ v. d. |         | Boční (Brno)      | 21458  | stre&id=78990   |
| Branka              | hradba                  | 49°13′14″ s. š., 16°33′4″ v. d.  |         | Branka (Brno)     | 21661  | stre&id=79011   |
| Bystrcká            | Bystrc                  | 49°13′11″ s. š., 16°32′19″ v. d. |         | Bystrcká (Brno)   | 22004  | stre&id=79045   |
| Běly Pažoutové      | Běla Pažoutová          | 49°13′23″ s. š., 16°33′12″ v. d. |         | Běly Pažoutové    | 21326  | stre&id=78978   |
| Chaloupky           |                         | 49°13′32″ s. š., 16°33′16″ v. d. |         | Chaloupky (Brno)  | 22110  | stre&id=79056   |
| Chochola            | Chochola                | 49°13′29″ s. š., 16°32′56″ v. d. |         |                   | 691330 | stre&id=142118  |
| Chytilova           | Josef Chytil            | 49°13′33″ s. š., 16°33′19″ v. d. |         |                   | 22306  | stre&id=79075   |
| Dělnická            | dělník                  | 49°13′8″ s. š., 16°33′6″ v. d.   |         |                   | 22659  | stre&id=79109   |
| Habřinova           | Rajmund Habřina         | 49°13′34″ s. š., 16°33′18″ v. d. |         |                   | 23655  | stre&id=79209   |
| Hlavní              | Komin                   | 49°13′4″ s. š., 16°33′22″ v. d.  |         | Hlavní (Brno)     | 24015  | stre&id=79245   |
| Houškova            | Ignác Houška            | 49°13′11″ s. š., 16°33′42″ v. d. |         | Houškova (Brno)   | 710148 | stre&id=143919  |
| Jožky Jabůrkové     | Jožka Jabůrková         | 49°13′26″ s. š., 16°33′14″ v. d. |         |                   | 25101  | stre&id=79354   |
| Jundrovská          | Jundrov                 | 49°12′58″ s. š., 16°33′25″ v. d. |         | Jundrovská        | 25135  | stre&id=79357   |
| Kníničská           | Kníničky                | 49°13′7″ s. š., 16°33′4″ v. d.   |         | Kníničská         | 692999 | stre&id=142267  |
| Komínská            | Komin                   | 49°13′42″ s. š., 16°32′7″ v. d.  |         | Komínská          | 25887  | stre&id=79432   |
| Kristenova          | Vít Kristen             | 49°13′17″ s. š., 16°33′16″ v. d. |         | Kristenova        | 26395  | stre&id=79484   |
| Lísky               | líska obecná            | 49°13′18″ s. š., 16°32′55″ v. d. |         |                   | 27103  | stre&id=79555   |
| Nad Lískami         |                         | 49°13′24″ s. š., 16°32′53″ v. d. |         |                   | 700045 | stre&id=142943  |
| Olbrachtovo náměstí | Ivan Olbracht           | 49°13′30″ s. š., 16°33′28″ v. d. |         |                   | 29581  | stre&id=79800   |
| Palcary             |                         | 49°13′40″ s. š., 16°32′12″ v. d. |         | Palcary           | 813516 | stre&id=5182604 |
| Pastviny            |                         | 49°13′10″ s. š., 16°33′35″ v. d. |         | Pastviny (Brno)   | 29408  | stre&id=79783   |
| Podlesí             | les                     | 49°13′10″ s. š., 16°32′33″ v. d. |         | Podlesí (Brno)    | 29831  | stre&id=79825   |
| Podskalská          | Ruský vrch              | 49°13′11″ s. š., 16°33′7″ v. d.  |         | Podskalská (Brno) | 29921  | stre&id=79834   |
| Podveská            | místo                   | 49°12′59″ s. š., 16°33′34″ v. d. |         | Podveská          | 29947  | stre&id=79836   |
| Ruský vrch          | Pomník Rudé armády      | 49°13′10″ s. š., 16°33′11″ v. d. |         | Ruský vrch        | 31101  | stre&id=79952   |
| Sadařská            | Sad                     | 49°13′10″ s. š., 16°32′34″ v. d. |         |                   | 31291  | stre&id=79970   |
| Součkova            | Stanislav Souček        | 49°13′16″ s. š., 16°33′7″ v. d.  |         |                   | 31976  | stre&id=80038   |
| Svratecká           | Svratka                 | 49°13′6″ s. š., 16°33′14″ v. d.  |         | Svratecká (Brno)  | 32522  | stre&id=80093   |
| Turistická          | turistika cestovní ruch | 49°14′33″ s. š., 16°33′56″ v. d. |         | Turistická (Brno) | 33600  | stre&id=80200   |
| Uhlířova            | Antonín Uhlíř           | 49°13′14″ s. š., 16°33′39″ v. d. |         | Uhlířova          | 801089 | stre&id=153759  |
| Ulrychova           | Jan Ulrych              | 49°13′28″ s. š., 16°33′ v. d.    |         |                   | 33979  | stre&id=80237   |
| Urbánkova           | Rudolf Urbánek          | 49°13′31″ s. š., 16°33′24″ v. d. |         |                   | 33987  | stre&id=80238   |
| Urxova              | Eduard Urx              | 49°13′28″ s. š., 16°33′12″ v. d. |         |                   | 34002  | stre&id=80240   |
| Vavřinecká          | kostel svatého Vavřince | 49°13′18″ s. š., 16°33′10″ v. d. |         | Vavřinecká (Brno) | 34304  | stre&id=80270   |
| Veslařská           | loděnice                | 49°12′16″ s. š., 16°33′39″ v. d. |         | Veslařská (Brno)  | 34479  | stre&id=80287   |
| Vrbenského          | Bohuslav Vrbenský       | 49°13′30″ s. š., 16°33′13″ v. d. |         |                   | 34886  | stre&id=80328   |
| Výholec             |                         | 49°13′36″ s. š., 16°33′ v. d.    |         |                   | 691321 | stre&id=142117  |
| Včeličkova          | Géza Včelička           | 49°13′32″ s. š., 16°33′21″ v. d. |         |                   | 34363  | stre&id=80276   |
| Záhumní             | místo                   | 49°13′16″ s. š., 16°33′11″ v. d. |         | Záhumní (Brno)    | 35408  | stre&id=80380   |
| Závist              |                         | 49°13′14″ s. š., 16°32′39″ v. d. |         |                   | 35505  | stre&id=80390   |
| ulice Čoupkových    | Jindřich Čoupek         | 49°13′21″ s. š., 16°33′2″ v. d.  |         | Ulice Čoupkových  | 33936  | stre&id=80233   |
| Čichnova            | Karel Čichna            | 49°12′53″ s. š., 16°33′37″ v. d. |         | Čichnova          | 22560  | stre&id=79101   |
| Řezáčova            | Václav Řezáč            | 49°13′30″ s. š., 16°33′31″ v. d. |         | Řezáčova (Brno)   | 31232  | stre&id=79964   |
| Šaracova            | Fedor Šarac             | 49°13′7″ s. š., 16°33′43″ v. d.  |         | Šaracova          | 660507 | stre&id=140051  |
| Štompil             |                         | 49°13′9″ s. š., 16°33′42″ v. d.  |         | Štompil           | 660515 | stre&id=140052  |
| Štursova            | Jan Štursa              | 49°12′55″ s. š., 16°33′57″ v. d. |         | Štursova (Brno)   | 32999  | stre&id=80140   |